# Hilldale Club
Le Hilldale Club est un club de baseball fondé en 1910 à Darby (Pennsylvanie) évoluant en Negro Leagues. Après avoir remporté trois titres de l'Eastern Colored League (1923, 1924 et 1925), le club cesse ses activités en 1932. Parmi ses principaux joueurs, citons Oscar Charleston et Judy Johnson.

## Histoire
Le Hilldale Club, qui porta au cours de son histoire nombre de noms différents, est fondé en 1910 comme un club de jeunes. Il devient professionnel en 1916 sous le nom de Hilldale Baseball and Exhibition Company. Hilldale évolue comme club indépendant jusqu'en 1922 puis devient un membre fondateur de l'Eastern Colored League. L'ECL reste active de 1923 à 1928. Durant cette période, les Hilldale Giants, comme ils se nomment alors, remportent trois titres en 1923, 1924 et 1925. En 1924, Les Giants affrontent les champions de la Negro National League, les Kansas City Monarchs à l'occasion de la première édition des Séries mondiales noires. Les Monarchs s'imposent. La saison suivante, Hilldale remporte les Séries mondiales noires en s'imposant face aux Monarchs.
Hilldale doit se contenter de la troisième place en ECL en 1926, de la quatrième en 1927 puis de la deuxième place en 1928. L'ECL est dissoute à l'issue de la saison tronquée de 1928 à la suite de problèmes entre dirigeants de clubs.
Hilldale devient membre fondateur de l'éphémère American Negro League. La seule saison de cette ligue se tient en 1929. Hilldale termine quatrième sur six. En raison de la crise économique les Ligues majeures noires cessent leurs activités. Le club est alors vendu à John Drew qui rebaptise l'équipe Darby Daisies. Il évolue sous ce nom comme club indépendant jusqu'en 1931. Philadelphia Hilldale, dernier nom du club, rejoint l'éphémère East-West League en 1932. Hilldale termine cinquième sur sept et cesse ses activités à l'issue de la saison.

## Palmarès
- Champion de l'Eastern Colored League : 1923, 1924 et 1925.
- Vainqueur des Séries mondiales noires : 1925.